# Пароникян, Майрануш Гевондовна
Майрануш Гевондовна Пароникян (9 июня 1910, Ван — 18 января 1990, Ереван) — армянская актриса, аслуженная артистка Армянской ССР. Была замужем за архитектором и художником Степаном Тарьяном.

## Биография
Майрануш Пароникян родилась в Западной Армении в городе Ван (ныне Турция). Работала актрисой в Армянском театре имени Сундукяна. Также снималась в кино.
Похоронена в Пантеоне имени Комитаса рядом с мужем.

## Фильмография
- 1954 — Мелочи
- 1955 — Золотой бычок
- 1961 — Дорога
- 1972 — Хроника ереванских дней
- 1973 — Утес